# Sposa son disprezzata
'Sposa son disprezzata'  è un'aria d'opera italiana scritta da Geminiano Giacomelli. Una versione di quest'aria è stata usata da Antonio Vivaldi nel Bajazet.
Nella sua versione originale presente nell'opera 'La Merope' (1734), l'aria si intitola Sposa, non mi conosci, composta dal compositore Geminiano Giacomelli. I compositori in quei tempi erano soliti utilizzare la musica di arie già scritte in precedenza e di inserirle in nuovi lavori. Vivaldi inserì quest'aria nel Bajazet, composto successivamente all'opera di Giacomelli. Prese il titolo di Sposa son disprezzata.

## Libretto
Sposa son disprezzata,

fida son oltraggiata,

cieli che feci mai?

E pur egl'è il mio cor

il mio sposo, il mio amor,

la mia speranza.

L'amo ma egl'è infedel

spero ma egl'è crudel,

morir mi lascierai?

O Dio manca il valor

e la costanza.
Nel 1880 Alessandro Parisotti adattò l'aria e la seconda strofa venne eliminata. Oggi essa viene eseguita secondo questa revisione.

## Incisioni
- Sposa son disprezzata: Cecilia Bartoli  nell'album If You Love Me
- Sposa non mi conosci: Cecilia Bartoli nell'album Sacrificium